# Familienklasse
Eine Familienklasse ist eine Form der Familienhilfe, die Eltern einmal wöchentlich gemeinsam mit ihren Kindern besuchen.

## Entstehung
Die Grundidee der sogenannten Familienklassen lässt sich auf den systemisch ausgerichteten Ansatz der Marlborough Model of Multi Family Therapy zurückführen, der in London von einem Team um den Facharzt für Kinder- und Jugendpsychiatrie Eia (Karl Michael) Asen entwickelt wurde. Dieser Ansatz geht davon aus, dass Patienten Experten für ihre Probleme sind, und den Ratschlägen anderer Patienten mit gleicher Problematik leichter folgen, als denen der Therapeuten. In den Gruppensitzungen geht es darum, dass die Teilnehmer sich gegenseitig, auf gleicher Augenhöhe, beraten, während die anwesenden Therapeuten die Gespräche lediglich, und das so wenig wie möglich, moderieren. Als Teil dieses Ansatzes entstanden auch die ersten Familienklassen. Seit 2003 wird die Methode in Veröffentlichungen der Britischen Regierung als wirksam anerkannt, so in einer Zusammenstellung von Methoden zur Verbesserung der Kinderhilfe, Every Child Matters 2003 und dem Regierungspapier Aiming High For Children, Supporting Families DFES und HM Treasury 2007.
Seit 2006 werden Familienklassen auch in Deutschland praktiziert, und es entwickelten sich unterschiedliche Ausprägungen des Konzeptes. Die ursprüngliche Anwendung der Methode im klinischen Bereich wurde auf Familienklassenzimmer in Regelschulen erweitert. Dies sollte nach eigenen Angaben auch eine nachhaltige Wirkung unter anderem bei der Gewaltprävention nach sich ziehen.
Aber auch im sogenannten niederschwelligen Bereich haben viele Kinder Schwierigkeiten beim Arbeits- und Sozialverhalten wie beispielsweise Unpünktlichkeit, fehlende Hausaufgaben und unangemessenes Betragen gegenüber Mitschülern. Zu deren Bewältigung sollen Schulen gezielt mit dem Konzept der Familienklassen sozialtherapeutisch, präventiv, niedrigschwellig unterstützt werden. Pilotprojekte laufen seit 2009 mit je nach den Erfordernissen des Einsatzgebietes unterschiedlichen Ansätzen.

## Grundlagen
Der Grundgedanke für die Schaffung von Familienklassen beruht einmal auf der Annahme, dass jeder Mensch Teil eines Systems ihn umgebender Menschen ist, und nur ein Ansatz, der möglichst viele Beteiligte dieses Systems anspricht, dem Einzelnen nachhaltig helfen kann. Die Arbeit mit mehreren Familien gleichzeitig gründet auf der Beobachtung, „wer in einer Konfliktsituation steckt, hat für das eigene Problem meist eine eingeengte Sichtweise, aber viel Verständnis, Einfühlungsvermögen und Lösungskompetenz für ähnliche Probleme bei anderen.“ Davon leitet sich ab, dass die teilnehmenden Familien im Austausch mit „Gleichgesinnten“ eine psychosoziale Unterstützung erhalten.
Im Sinne einer therapeutischen Gemeinschaft sollen aus diesem Ansatz heraus problematische Verhaltensweisen und Symptomatiken einer Familie im Kontext von verschiedenen Außenperspektiven im Rahmen einer therapeutisch angestrebten Gruppendynamik differenzierter betrachtet werden können. Demnach tragen die teilnehmenden Familien direkt und indirekt selber zur Lösung der Probleme bei, was zu einer Stärkung des eigenen Selbstwertgefühl führen soll. Voraussetzung hierfür ist die systematische Schaffung einer „Gruppenatmosphäre mit gegenseitiger Anteilnahme, mit Verstehen und Transparenz“.
Der konkrete Therapieansatz basiert nach eigenen Angaben auf folgenden Grundsätzen:
- Freiwilligkeit der Teilnahme
- Förderung der Wertschätzung gegenüber allen Teilnehmern
- Förderung einer Hilfe zur Selbsthilfe und der Selbstreflexion
- Beteiligung aller an der Festlegung von Entwicklungszielen mit Visualisierung des Zielerreichungsgrades
- begleitendes Eltern-Coaching durch Lehrkraft oder Multifamilientrainer
- Schaffung einer für das Kind lernförderlichen Atmosphäre.

Für die Durchführung der jeweiligen Modelle gibt es ein grundsätzliches Gerüst. Eine Familienklasse, an der acht bis zehn Familien gleichzeitig teilnehmen können, findet einmal wöchentlich am Vormittag statt, ansonsten besuchen die Kinder ihre Regel- bzw. Klinik-Schule. Sie setzt sich aus Kinder verschiedener Klassen und Jahrgängen zusammen, wobei mindestens ein Elternteil bzw. älteres Familienmitglied in der Familienklasse anwesend sein soll. Es findet bezüglich der Ziele der Kinder und deren Zielerreichungsgrad ein regelmäßiger Austausch mit der zugeordneten, kooperativen Schule statt. Die Teilnahme an einer Familienklasse dauert in der Regel etwa 3 bis 6 Monate.
Der unterrichtliche Verlauf eine Familienklasse unterliegt einem dreiphasigen Aufbau. Beginnend mit einer Begrüßungsrunde zur wertschätzenden Evaluation der Ziele der einzelnen Kinder, folgt eine Arbeitsphase, in der die Schüler, mit oder ohne direkte Unterstützung der anwesenden Eltern, schulische Themen bearbeiten. In einer Abschlussrunde findet dann eine abschließende Reflexion statt.

## Familienklassen in Deutschland

### FiSch – Familie in Schule
FiSch – Familie in Schule ist ein klinisches Modell und wird seit Oktober 2006 eingebunden in die Behandlungskonzepte der psychiatrischen Tageskliniken Baumhaus in Husum und Schleswig, am Helios Klinikum Schleswig sowie an der Flensburger Tagesklinik für Kinder.
An der Entstehung des Angebotes waren Schulamt, Schulpsychologen, Förderzentren, die Universität Flensburg, der Fachdienst für Jugend und Familie, der Fachdienst Gesundheit, der Kreisfachberater für Erziehungshilfe und die Tagesklinik Baumschule beteiligt.
Seit Herbst 2009 verbreitet sich das FiSch-Konzept im Kreis Schleswig-Flensburg und wurde 2011 schon an neun Regelschulen und Förderzentren integriert.
Geplant und geleitet wird es von einem multiprofessionellen FiSch-Team, dessen Mitglieder aus den Bereichen Psychologie, Heilpraktiker für Psychotherapie, sowie Grundschul- und Sonderpädagogik kommen. Sie sind gleichberechtigt an Planung und Ausführung der FiSch-Klassen beteiligt.
Die ersten FiSch-Klassen, die mehr oder weniger direkt an eine Klinik angeschlossen waren, zielten auf eine Re-Integration von Schülern, die wegen psychiatrischer Auffälligkeiten teilstationär behandelt wurden, in ihre Regelklassen ab. Mittlerweile arbeiten die FiSch-Klassen auch generell an der Integration nicht beschulbarer Kinder in Förderschulen.
Die Klinikschule Hesterberg beschult beispielsweise Kinder, die im Helios-Klinikum Schleswig psychiatrisch stationär und teilstationär behandelt werden. Das Behandlungsteam der Tagesklinik arbeitet in ihren FiSch-Klassen vorwiegend mit Kindern, die vordergründig Schulprobleme haben oder deren psychiatrische Probleme in Verbindung mit diesen Schulproblemen.
„FiSch in der Regelschule“ ist dagegen ein Präventionsangebot, das Kinder, deren Betreuungsbedarf über den regulären Schulbetrieb hinausgeht, darin unterstützt, dem Prinzip der Selbstwirksamkeit folgend ein aktives, positiv zielgerichtetes Verhalten und eigene Stärken und Kompetenzen im schulischen Rahmen zu entwickeln. Über die Teilnahme an der Familienklasse entscheidet hier eine Steuerungsgruppe aus Mitarbeitern von Schule und Jugendamt sowie Kreisfachberatern auf Anraten der jeweiligen Klassenlehrer der Regelschule. Die Arbeit des FiSch-Teams richtet sich an Kinder, Eltern und Schule gleichermaßen.
Die Begrüßungsrunde hat bei FiSch einen Coachingcharakter, die die Eltern mit einem professionellen Eltern-Coach und die Kinder mit ihrem Lehrer führen, gefolgt von einer gemeinsamen Vorstellung der Wochenbewertungen. Die Arbeitsphase besteht aus zwei Unterrichtsstunden, in denen Eltern und Kinder gemeinsam arbeiten. Die Abschlussrunde nutzt als Methode das gegenseitige Interview, in denen sich Eltern und Kinder, auch Kinder mit anderen Eltern und umgekehrt, zu ihren Tageserlebnissen und Empfindungen befragen und diese noch einmal bewertet.
Bisherige Studien zeigen, dass sich bei den Kindern durch die Teilnahme an FiSch-Klassen wesentliche Aspekte des Arbeits- und Sozialverhaltens wie die Akzeptanz und Umsetzung von Regeln verbessert hat. Die teilnehmenden Eltern gaben an, dauerhaft zu mehr Gelassenheit im Umgang mit ihren Kindern gefunden zu haben. Zusammenfassend kann nach Angaben der Projektmitglieder die Zufriedenheit der beteiligten Personen als hoch bewertet werden. Allerdings beruhen die Werte der Lehrer auf zu wenigen Teilnehmer, um statistisch relevant zu sein.

### Das Bremer Modell – Familienklassen in Oberschulen
In Bremen sind Familienklassen ein Modellprojekt innerhalb des Angebotes der Koordinierungsstelle Bremen-West unter Leitung einer Bremer Familientherapeutin. Es wird über das Programm „Schulverweigerung – Die 2. Chance“ vom Bundesministerium für Familie, Senioren, Frauen und Jugend (BMFSFJ) aus dem Europäischen Sozialfonds (ESF) der Europäischen Union gefördert.
Das bremische Schulgesetz sieht Inklusion statt Integration vor, so dass die Familienklasse in Bremen selbst das bestimmende Element für ihre eigenen Inhalte und ihre Struktur bildet, wobei der leitenden Familientherapeutin eine Vermittlerrolle zwischen den Systemen „Familie“ und „Schule“ zukommt. Im Mittelpunkt der Arbeit stehen die Fähigkeiten und das Zusammenspiel aller Beteiligten, wobei diese Fähigkeiten als hinreichende Ressource für das Gelingen der Arbeit der Gruppe gesehen werden.
Seit Mai 2009 werden Familienklassen an zwei Bremer Schulen praktiziert, der Oberschule am Waller Ring und dem Förderzentrum für Lernen, Sprache und Verhalten – FÖZ. Seit Februar 2011 besitzt in Bremerhaven auch die Paula-Modersohn-Schule eine Familienklasse. Passive und aktive Schulverweigerer ab 12 Jahren bis zum Beginn ihres letzten Schuljahres werden mit ihren Eltern in die Familienklassen eingeladen.
Eine Besonderheit liegt an der Oberschule am Waller Ring vor. Aufgrund ihrer demographischer Daten findet der Unterricht in den Familienklassen mit einer Lehrkraft, einer Familientherapeutin und einer türkisch-deutsch-sprachigen Dolmetscherin statt.
Die Begrüßungsrunde besteht bei diesem Modell aus zwei Teilen, dem Vortragen der Bewertungsergebnisse der vergangenen Woche und der Unterrichtsmethode ‚Speed-Dating‘, einer Übung zum Anheizen Gruppeninterner Kommunikation. Auch die Arbeitsphase ist zweigeteilt in einer Unterrichtsphase, in der die Eltern eine Beobachterposition einnehmen und einer Mehrfamilienarbeit, in der beispielsweise Kooperationsspiele durchgeführt werden. In der Abschlussrunde findet der Abgleich von Selbst- und Fremdeinschätzung des Verhaltens untereinander statt.
Statistische Erhebungen zur Wirksamkeit der Methode wurden in Bremen noch nicht wissenschaftlich durchgeführt. Die leitende Therapeutin kann aus ihrer Sicht von verschiedenen, positive Auswirkungen auf das System Schule aus Eltern- und Lehrerseite berichten, die insbesondere die Kooperationsbereitschaft untereinander betrifft.

### Multifamilienarbeit an hessischen Grundschulen
Am 1. November 2010 wurde im hessischen Aßlar die erste hessische Multifamilienklasse in einer Grundschule eingerichtet. Sie ist ein Kooperationsprojekt zwischen dem Albert-Schweitzer-Kinderdorf (ASK) Wetzlar, der Grundschule Aßlar, der Bürgerstiftung Aßlar, der Stadt Aßlar, dem Jugendamt des Lahn-Dill-Kreises, sowie dem Lions-Club Wetzlar. Die Kosten von 13.500 Euro teilen sich die Stadt, die Bürgerstiftung, der Lions-Club und der Kreis.
Für die fachliche Umsetzung sind die Grundschule Aßlar und das ASK hauptverantwortlich. Das Leitbild der systemischen Familienorientierung hat die Differenzierung und Qualifizierung des Albert-Schweitzer-Kinderdorfs bestimmt, das seit 2008 mit ressourcenorientierten Interventionen Multifamilientherapeutisch arbeitet. Die simultane Arbeit mit mehreren Familien in einem Gruppenkontext wird hier als Mehrfamilienarbeit (MFA) bezeichnet.
Das klinische Konzept nach Eia Asen wurde hier unter vornehmlich pädagogischen Gesichtspunkten weiterentwickelt. Entwickelt und geleitet wurden und werden (Stand 2013) die Familienklassen in Hessen von einem Multifamilientrainer aus dem Albert-Schweitzer-Kinderdorf und einer Förderschullehrerin aus der Schule für Erziehungshilfe des Lahn-Dill-Kreises als gleichberechtigtes Team. Dem Multifamilientrainer kommt eine pädagogische Aufgabe zu. Als Verantwortlicher für Gruppendynamische Prozesse fördert er die Kommunikation der Beteiligten Eltern und Kinder untereinander. Zu den Hauptaufgaben der Förderschullehrerin zählen die Wissensvermittlung, die frühzeitige Erkennung von sonderpädagogischem Förderbedarf und die Einleitung präventiver Maßnahmen für Kinder, deren schulischer Erfolg gefährdet ist. Sie steht dazu in engem Kontakt mit den Klassenlehrer. Zusätzlich bieten beide Familienklassenleiter hier auch weitergehende Hilfe bis zum Hausbesuch. Die Aufnahme von Kindern in die Familienklasse erfolgt auf Anfrage der Klassenlehrer an die Leiter der Familienklasse.
Bei diesem Konzept werden im Rahmen der Begrüßungsphase Bewertungen der vergangenen Woche wertschätzend evaluiert. Die Arbeitsphase steht als „Lernzeit“ für Hausaufgaben oder Übungen aus den Stammklassen mit Unterstützung der Eltern zur Verfügung. Die Abschlussrunde dient der Reflexion und Formulierung weiterer, positiver Etappenziele der Kinder.
Eine Evaluation des Grundschulprojektes durch den Leiter der Familienklasse in Aßlar ergab eine Teilnehmerquote von über 90 % bei positiver Erwähnung der Kooperationsbereitschaft der Arbeitgeber der jeweiligen Eltern. In einem Evaluationsfragebogen gaben 80 % der Eltern an, dass sich die Probleme ihrer Kinder verbessert hätten und sie die Familienklasse weiterempfehlen würden, 70 %, dass sie auch selbst ruhiger geworden seien und generell zu Hause weniger Stress herrsche. Auch die Lehrerschaft äußerte sich positiv. Im Frühjahr 2012 wurde eine zweite Familienklasse im Lahn-Dill-Kreis in Dillenburg eingerichtet wurde. Eine dritte befindet sich momentan noch in der Planungsphase.

## Kritische Anmerkung
Da es Familienklassen in Deutschland noch nicht lange gibt, liegen keine Langzeitstudien zur Nachhaltigkeit dieses Ansatzes vor. Die Evaluationen der einzelnen hier aufgeführten Modelle genügen nicht den Gütekriterien psychodiagnostischer Verfahren. Sie besitzen daher keine wissenschaftliche Relevanz und können lediglich bezogen auf das jeweilige Projekt gewertet werden.